# Палаццо Веньєр-дей-Леоні
Палаццо Веньєр-дей-Леоні (італ. Palazzo Venier dei Leoni) — недобудований палац у Венеції, розташований у районі Дорсодуро на Гранд-каналі, недалеко від базиліки Санта-Марія делла Салюте. У палаццо знаходиться колекція Пеггі Гуггенхайм.

## Історія

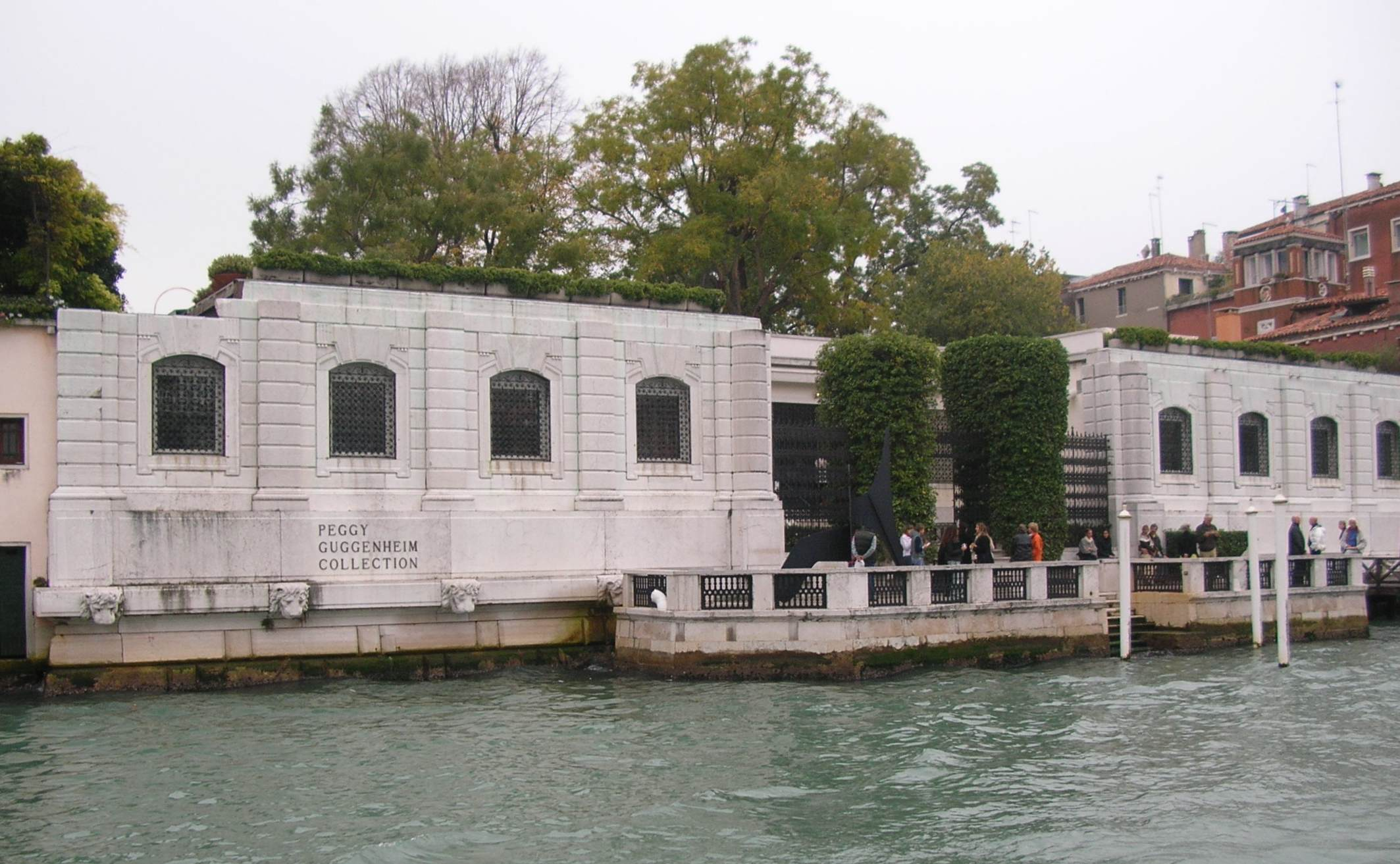
Палаццо Веньєр-дей-Леоні

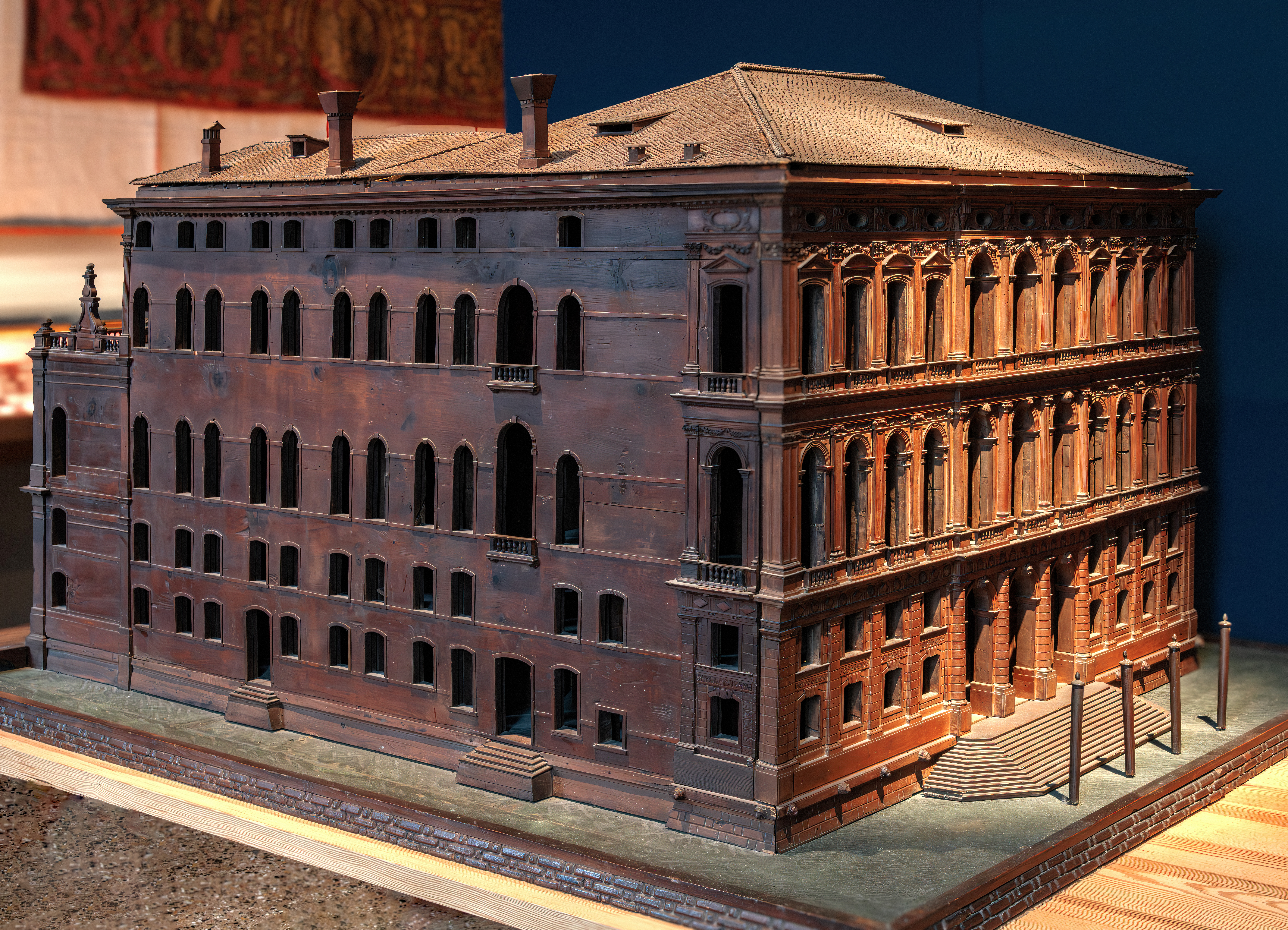
Велика дерев'яна модель Палаццо Вен'єр-дей-Леоні — Музей Коррер

Палаццо було спроєктовано в 1749 році архітектором Лоренцо Боскетті (автор фасаду церкви Сан-Барнаба) для родини Вен'єр. Проект передбачав будівництво, яке об'єднувало б стилі Палладіо і Лонгена, двох архітекторів, які залишили значну спадщину у Венеції. Однак амбіційний проєкт залишився незавершеним: проблеми з фінансуванням у родини Веньєр призвели до того, що було збудовано лише частину першого поверху палаццо.
У музеї Коррер можна побачити дерев'яну модель того, як повинно було виглядати палаццо у завершеному стані. Існує дві версії щодо незавершеності палаццо: за однією з них, впливова родина Корнер, власник однойменного палаццо, розташованого навпроти, на протилежному березі каналу, не бажаючи затінення свого палаццо, домоглася того, щоб будівництво не було завершено; за іншою версією спадкоємці родини Веньєр, виконуючи заповіт померлого батька, який наказав побудувати нове палаццо, але не маючи достатніх коштів, щоб завершити його, вирішили проблему, розпочавши будівництво, як вимагав заповіт, але не завершивши його.
У 1910 році у палаццо поселилася Луїза Касаті, яка через фінансові проблеми була змушена продати його.
У 1948 році Пеґґі Ґуґґенгайм придбала палаццо, яке, крім того, що стало її венеційським будинком, стало також місцем для невеликої, але цінної колекції сучасного мистецтва.
Причина наявності у назві палаццо слова «леоні» невідома, однак ймовірно, що це пов'язано з присутністю скульптурних елементів, зображуючих левів, розташованих вздовж основи фасада. Існує й інша версія, за якою Веньєр тримали у саду лева.

## Архітектура
Будівля одноповерхова, незавершена, рустований фасад, виконаний з істрійського каменю виходить на Гранд-канал. По фасаду розташовані вісім монофор, під якими над водою розташовані маскарони у вигляді голів левів. У центрі фасаду розташований вхід, який представляє собою нішу, в якій розташована калитка, за якою розташована широка тераса, з якої відкривається вид на Гранд-канал від моста Академії до площі Святого Марка. Усередині палаццо розташована колекція Пеггі Гуггенхайм, що включає роботи таких художників, як Пікассо, Кандинський, Магрітт, Поллок, а також оригінальні меблі спальні Пеггі Гуггенхайм. За палаццо розташований невеликий сад, у якому спочиває прах Пеггі Гугенхайм поруч з її собаками породи Лхаса-апсо.